# Quintana de Fon
Quintana de Fon es una localidad del municipio leonés de Villamejil, en la Comunidad Autónoma de Castilla y León. El pueblo se encuentra en el valle del río Tuerto. Se accede a la localidad a través de la carretera LE-451.
La iglesia está dedicada a Santiago Apóstol.

## Localidades limítrofes
Confina con las siguientes localidades:
- Al norte con Revilla y Cogorderos.
- Al este con Antoñán del Valle.
- Al sur con Fontoria de Cepeda.
- Al suroeste con Otero de Escarpizo.
- Al noroeste con Magaz de Cepeda.

## Demografía
Evolución de la población
| Gráfica de evolución demográfica de Quintana de Fon entre 2000 y 2017 |
|                                                                       |
| Población de derecho (2000-2017) según el padrón municipal del INE    |

## Historia
Así se describe a Quintana de Fon en el tomo XIII del Diccionario geográfico-estadístico-histórico de España y sus posesiones de Ultramar, obra impulsada por Pascual Madoz a mediados del siglo XIX:

Lugar en la provincia de León (7 leguas), partido judicial y diócesis de Astorga (3), audiencia territorial y capitanía general de Valladolid (25), ayuntamiento de Otero de Escarpizo. Situado en la falda de una cuesta; su clima es templado y sano. Tiene 16 casas; iglesia parroquial (Santiago), matriz de Revilla, servida por un cura de ingreso y presentación del marqués de Astorga; una ermita (Santa Lucía), y buenas aguas potables. Confina con Cogorderos, valle de Magaz, Otero y el anejo. El terreno es de buena calidad, y le fertilizan algún tanto las aguas del río Tuerto; hay un camino que de la montaña y Cepeda alta dirige a Astorga, de cuyo punto se recibe la correspondencia. Producciones: granos, legumbres, frutas, lino y pastos; cría ganados; caza de perdices y otras aves, y pesca de truchas. Población: 16 vecinos, 100 almas. Contribución: con el ayuntamiento.
Diccionario geográfico-estadístico-histórico de España y sus posesiones de Ultramar